# Юрг Аманн
Юрг Амманн (нім. Jürg Amann; 2 липня 1947, Вінтертур — 5 травня 2013, Цюрих) — швейцарський письменник, драматург і есеїст. Автор романів, оповідань, п'єс, радіоп'єс та літературознавчих есеїв.

## Життєпис
Народився у місті Вінтертур. Закінчив середню школу у рідному місті. Вивчав германістику у Цюрихському університеті та Берлінському вільному університеті. У 1973 році він отримав докторський ступінь, захистивши дисертацію про Франца Кафку під назвою «Символ Кафки: дослідження художника». Працював журналістом у Берліні, а з 1974 по 1976 рік — у Цюриху; у цей час він також працював драматургом в одному з провідних театрів Швейцарії. З 1976 року до 2013 року займався літературною діяльністю.
Арманн помер 5 травня 2013 року в Цюриху після тривалої та важкої хвороби у віці 65 років.

## Професійна діяльність
У 1970-х роках працював журналістом і редактором. Як літератор дебютував 1974 року книжкою «Символ Кафки». Писав у жанрах прози, драматургії та літературного есею. Окрему увагу приділяв постаті Роберта Вальзера, якому присвятив біографічну працю «Роберт Вальзер. У пошуках загубленого сина» (1985). Герої Аманна мають автобіографічні риси; деякі критики також говорять про «саморефлексію». У 2011 році була опублікована адаптація автобіографічних нотаток коменданта концтабору Освенцим Рудольфа Гесса.
Юрг Аманн готував також радіопостановки і дитячі книги.
Він входив до Швейцарської асоціації письменників з 1979 року та ПЕН-центру Федеративної Республіки Німеччина з 1999 року.

## Твори
- «Символ Кафки» (1974)
- «Виправлення» (1977)
- «Гарденберг. Романтична оповідь за спадщиною Новаліса» (1978)
- «Заблукати, або Раптова тиша Роберта Вальзера» (1978)
- «Мистецтво ефектного відходу» (1979)
- «Розсадник. Звіти з редюїту» (1982)
- «Ленц Бюхнера» (1983)
- «Після прощання» (1983)
- «Ах, ці шляхи такі темні» (1985)
- «Патагонія» (1985)
- «Роберт Вальзер. У пошуках загубленого сина» (1985, перевид. 2006)
- «Геть. Листова оповідь» (1987)
- «Після свята» (1988)
- «Відставка. Національна трагедія» (1989)
- «Смерть Вайдіга. Вісім оповідань» (1989)
- «Батько матері та батько батька» (1990)
- «Початок страху. Із щасливого дитинства» (1991)
- «Відблиск» (1991)
- «Дві чи три речі» (1993)
- «Протягом років» (1994)
- «І знову про кохання варто було б говорити» (1994)
- «Рондо та інші оповідання» (1996)
- «Гарний краєвид» (1997)
- «Ікар» (1998)
- «Іфігенія, або Операція „Морський вітер“» (1998)
- «Голомір» (1999)
- «Кафка» (2000)
- «На березі річки» (2001)
- «Жодної дороги до Риму» (2001)
- «Вбити матір» (2003)
- «Дрейф серед зірок. Американський щоденник» (2003)
- «Вітер і печаль. Прощання з батьками» (2005)
- «Порнографічна новела» (2005)
- «Перемальовування-перебільшення. Варіації на тему Ван Гога» (2005)
- «Кімната з видом на двір» (2006)
- «Більшого не потрібно: 12 найкращих німецьких віршів» (2006)
- «Пекінська пасія» (2008)
- «Страху нема. Фрагменти про смерть і життя» (2008)
- «Калабрійське весілля» (2009)
- «Подорож до горизонту» (2010)
- «Командант» (2011)
- «Листи ляльки» (2011)
- «Останні кохання» (2011)
- «Пісня про буття і видимість» (2012)
- «Куди ж ми» (2012)
- «Отче, чому ти мене залишив» (2013)
- «Перший світ» (2013)

## Відзнаки
- 1982 — Премія Інгеборг Бахманн
- 1983 — Премія Конрада Фердинанда Мейєра
- 2004 — Літературна премія Флоріани